# بطولة أوروبا للدراجات 2016
بطولة أوروبا للدراجات 2016 (بالفرنسية: Championnats d'Europe de cyclisme sur route 2016)‏ هو سباق دراجات هوائية، وهو الموسم رقم 22 من بطولة أوروبا للدراجات، وأقيم خلال الفترة من 14 سبتمبر 2016، وحتى 18 سبتمبر 2016.
.

## النتيجة
| 14 سبتمبر | سباق الزمن للشابات - بطولة أوروبا للدراجات ‏                | Lisa Morzenti ‏         | Alessia Vigilia ‏     | جولييت لابوس         |                    |
| 14 سبتمبر | سباق الزمن للرجال - بطولة أوروبا للدراجات ‏                 | لينارد كامنا           | فيليبو غانا          | ريمي كافانيا         |                    |
| 14 سبتمبر | سباق الزمن لأقل من 23 سنة للرجال - بطولة أوروبا للدراجات ‏  | Alexys Brunel ‏         | مارك هيرشي           | Iver Knotten ‏        |                    |
| 15 سبتمبر | سباق الزمن لنخبة السيدات - بطولة أوروبا للدراجات           | CC ‏                    | Ellen van Dijk       | أنا فان دير بريغين   | أولغا زابيلينسكايا |
| 15 سبتمبر | سباق الزمن لنخبة الرجال - بطولة أوروبا للدراجات ‏           | جوناثان كاستروفيجو     | فكتور كامبنارتس      | مورينو موزر          |                    |
| 15 سبتمبر | سباق الزمن لأقل من 23 سنة للسيدات - بطولة أوروبا للدراجات  | CC ‏                    | Anastasia Iakovenko  | Ksenyia Tuhai ‏       | ليزا كلاين         |
| 16 سبتمبر | سباق الطريق للشابات - بطولة أوروبا للدراجات ‏               | ليان ليبرت             | إليسا بالسامو        | صوفي رايت            |                    |
| 16 سبتمبر | سباق الطريق للشبان - بطولة أوروبا للدراجات ‏                | Nicolas Malle ‏         | Emilien Jeannière ‏   | تادي بوجار           |                    |
| 17 سبتمبر | سباق الطريق لنخبة السيدات - بطولة أوروبا للدراجات          | CC ‏                    | أنا فان دير بريغين   | Katarzyna Niewiadoma | إليسا ونغو بورغيني |
| 17 سبتمبر | سباق الطريق لأقل من 23 سنة للسيدات - بطولة أوروبا للدراجات | CC ‏                    | Katarzyna Niewiadoma | سيسيلي أوتوب لودفيغ  | Séverine Eraud ‏    |
| 17 سبتمبر | سباق الطريق لأقل من 23 سنة للرجال - بطولة أوروبا للدراجات ‏ | Aleksandr Riabushenko ‏ | Bjorg Lambrecht ‏     | أندريا فيندرام       |                    |
| 18 سبتمبر | سباق الطريق لنخبة الرجال - بطولة أوروبا للدراجات           | CC ‏                    | بيتر ساغان           | جوليان ألافيليب      | دانييل مورينو      |

## وصلات خارجية
- الموقع الرسمي